# Antonio Priuli
Antonio Priuli (ur. 10 maja 1548, zm. 12 sierpnia 1623) – doża wenecki od 1618 roku.